# Javier Grillo-Marxuach
Javier Grillo-Marxuach est un producteur et scénariste américain, né le 28 octobre 1969 à San Juan, Porto Rico.

## Filmographie

### Producteur
- 1997 : Van Helsing Chronicles
- 1999-2000 : Charmed (22 épisodes)
- 2001-2002 : The Chronicle (21 épisodes)
- 2002-2003 : Boomtown (17 épisodes)
- 2003 : Future Tense
- 2003-2004 : Jake 2.0 (16 épisodes)
- 2004-2006 : Lost : Les Disparus (45 épisodes)
- 2006-2008 : Médium (27 épisodes)
- 2008 : The Middleman (12 épisodes)
- 2011 : Charlie's Angels (7 épisodes)
- 2014-2015 : Helix (26 épisodes)
- 2016 : Les 100 (16 épisodes)

### Scénariste
- 1995-1996 : SeaQuest, police des mers (3 épisodes)
- 1996 : Dark Skies : L'Impossible Vérité (1 épisode)
- 1997 : Le Caméléon (5 épisodes)
- 1997 : Van Helsing Chronicles
- 1998 : Three
- 1998-2000 : Charmed (22 épisodes)
- 2001 : New York, unité spéciale (1 épisode)
- 2001-2002 : The Chronicle (6 épisodes)
- 2002 : Dead Zone (1 épisode)
- 2003 : Boomtown (1 épisode)
- 2003-2004 : Jake 2.0 (3 épisodes)
- 2004-2005 : Lost : Les Disparus (7 épisodes)
- 2006-2008 : Médium (8 épisodes)
- 2008 : The Middleman (12 épisodes)
- 2011 : Charlie's Angels (2 épisodes)
- 2014-2015 : Helix (4 épisodes)
- 2016 : Les 100 (2 épisodes)